# かすみの杜
『かすみの杜』（かすみのもり）は、艶々（原作：みなかみゆう）による日本の漫画。正式タイトルは「ラブラブ巫女さんかすみの杜」。
『メンズアクション』（双葉社）にて2002年9月号および2003年4月号から2004年10月号まで連載された。単行本は双葉社アクションコミックスより全2巻。

## 概要
巫女であるかすみ、かすみの妹である美琴、ふたりの義母である邦子の3人が、千明神社を訪れる男性たちの様々な悩みを性行為によって解決するコメディー。祖父が作ったとされる露天風呂がある境内を主な舞台とする。

## 登場人物
千明かすみ
物語の主人公。巫女として働いている。おっとりとした性格で幼馴染の彼氏がいたが、家の倒産を避けるため、破局となった。彼氏に与えられた勾玉をしてるが、新しい恋人が見つかったら勾玉を捨てる約束をしている。大学時代には写真部に所属し、数々の賞を受賞した。
当初は姓が「千住」だったが変更。千明という名前は、地名も同じ千明。第9話では千住かすみで、こちらはパラレル設定で彼氏の設定も勾玉もしていない。また8話においても勾玉は身に着けておらず、8、9話の扉絵では勾玉をつけているが、扉絵と話によっては勾玉を装着している場合とそうでない場合が度々描かれていた。このため、勾玉の設定を含めて各話もパラレルである場合が多い。
千明美琴
かすみの妹。現役の女子大生。彼氏がいるが第1話の時点では処女で第3話にて啓太相手に処女喪失。女性としておしとやかさに欠ける。連載当初はショートカットだが、連れてロングになっていく。第9話では女子高校生の千住美琴として登場。
千明邦子
かすみと美琴の義理の母。2話では啓太を男にするために初体験の相手となる。パラレル設定の9話では存在しない。自身の年齢を気にしており、若い男性には積極的。おばさんとよく言われるが、豊満なバストと肉体は啓太を含めた多くの男性を魅了する。
啓太
美琴の彼氏。浪人生であるため大学生の美琴に対して遅れを取っており、美琴に勉強を教えてもらっている。後に大学受験に合格した。
金子
かすみの通っていた大学の写真部に所属する学生。真由美のことが好きで写真部に入る。親はスポーツジムの経営者。
関真由美
かすみの大学時代の後輩にあたる3年生。金子と肉体関係にある。
設楽幸雄
かすみの大学の写真部の部長。学生時代のかすみの先輩にあたるが、延々と留年して現在も在学中。ふとしたきっかけでかすみにプロポーズをする。

幸雄
パラレル設定の8話「秋祭りの夜」に登場。上記の設楽部長と同名だが別人でキャラデザインも異なる。髪は美琴と同じ色で、やや長く結んでいる。高校時代にかすみと容姿が似ている涼子と付き合っていて、東京に上京した彼女との思い出の場所である千明神社で探していたところをかすみと出くわす。涼子と間違えたかすみに彼女との思い出を話し、おみくじを引いて去ろうとした矢先、涼子の伝言を伝える者として半狐面（上半分の狐の面）をつけた浴衣姿のかすみを涼子と誤解し、秋祭りの会場から離れた神社の高欄でかすみを全裸にして激しくセックスをした。
行為が終わった後は、涼子と誤解したままのかすみに「涼子のいない俺の時間は電池の切れた時計のように止まった」と例え、自身も東京に行き、涼子のためにできる事をする決意を告白した。なお、彼が引いたおみくじは大吉で涼子が待っていることをかすみは確信した。
涼子
幸雄の高校時代の彼女で回想のみに登場。容姿はかすみに似た美女で幸雄とは初めてのデートを千明神社の秋祭りで過ごし、思い出の場所となっていた。現在は街でスカウトを受けて高校卒業と同時に東京に上京し、有名になるまで帰ってこない決意を固め、実家にも連絡先を教えていないが、幸雄から話を聞いたかすみの推測では幸雄を待っているとされている。幸雄とは親密ですでにセックスをしている仲。
当初、幸雄はかすみを彼女と誤解していたが、彼から話を聞いたかすみはおせっかいとして彼女の代理人として幸雄に伝言を伝えるが、幸雄本人は再びかすみを涼子と誤解。千明神社の裏の高欄で全裸でセックスに突入し、幸雄の激しい行為で半狐面が外れそうになるが、幸雄が体位をバックに変えた事で激しさのあまり、ついにお面がとれてしまう。しかし、最後まで幸雄に正体は知られず、幸雄の決意と大吉を引いたかすみは涼子との再会を応援した。
柿崎マサト
プロカメラマンのアシスタント。パラレル設定の9話「一夜の契り」に登場。高校3年で中退してダラダラした高校大学を送るよりも早くカメラマンになる道を選んでいるが、かすみに一目惚れしている。男性だが、容姿は美琴に似ていて冒頭ではかすみに間違われていた。

## 書籍情報
- 艶々、原作：みなかみゆう『かすみの杜』双葉社〈アクションコミックス〉 全2巻
  1. 2004年1月26日発行、ISBN 4-575-82918-8
  2. 2004年12月27日発行、ISBN 4-575-83031-3